# Handelshinder
Handelshinder är något som försvårar handel med annat land.
 
Handelshinder är förbjudet inom frihandelsområden, som till exempel EU. Handelshinder kan vara av olika slag. 
Handelshinder kan indelas i tariffära handelshinder resp. icke tariffära handelshinder.
Exempel på tariffära handelshinder är tullar, skatter och andra avgifter som drabbar importerade varor.
Exempel på icke tariffära handelshinder är:
- Importkvoter.

- Subventioner till olika näringsgrenar inom det importerande landet. (Jmf EU:s stöd till jordbruket).

- Lagar och regler som kräver att vissa varor utformas på ett visst sätt för att de ska få säljas inom landet.

- Kampanjer som uppmanar befolkningen att handla lokalt.

- När den offentliga sektorn konsekvent, genom politiska beslut, undviker att köpa importerade varor.

- Standarder, speciella certifieringar och kontrollkrav.

- Omständlig handläggning och byråkrati vid införsel av importerad vara.

- Försvårande av företags etablering av konkurrensskäl landsöverskridande.